# András Kappanyos

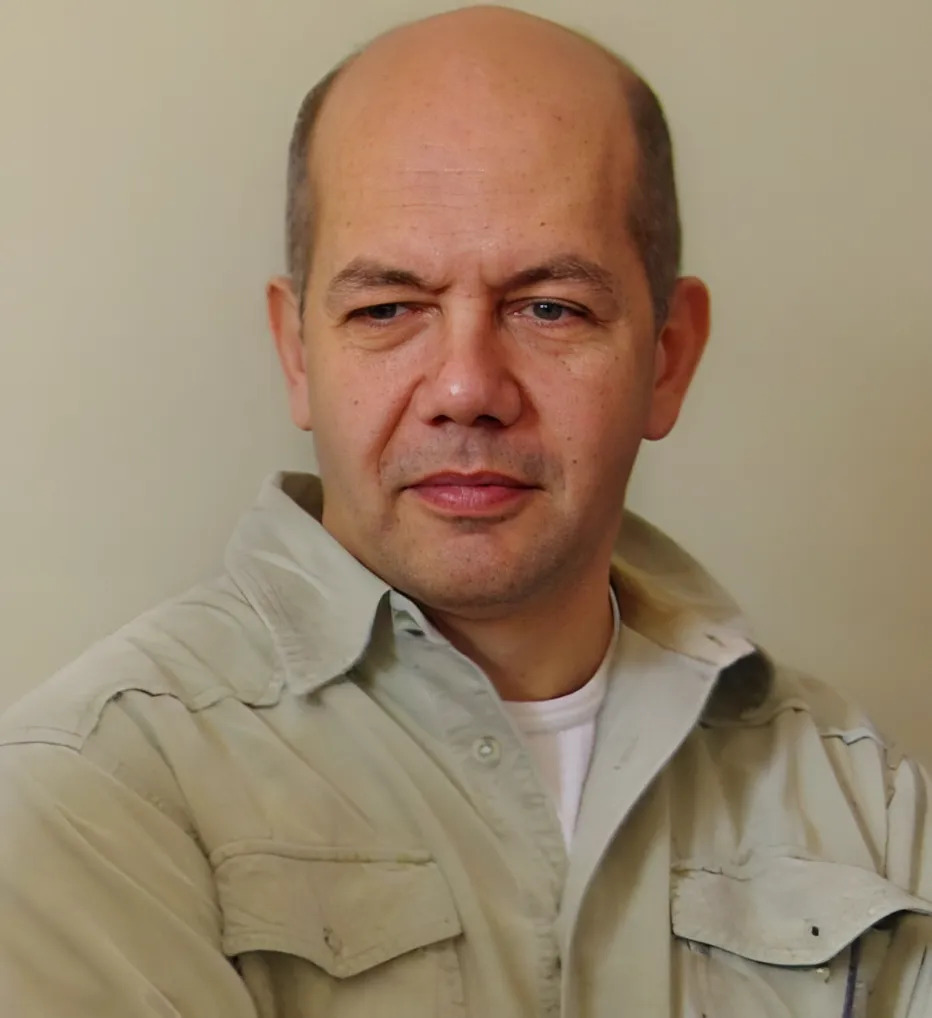
2010

András Kappanyos (geb. 10. Oktober 1962 in Budapest) ist ein ungarischer Literaturhistoriker, Literaturübersetzer und Universitätsprofessor.

## Biografie
András Kappanyos wurde am ELTE-Seminar von László Lator als Übersetzer ausgebildet. Seine Lehrtätigkeit als Literaturhistoriker begann er an der Universität Pécs im Jahr 1990 am Lehrstuhl von Ernő Kulcsár Szabó. Mit einem Soros-Stipendium verbrachte er als postgradualer Gaststudent ein Jahr an der Universität Oxford. 1996 promovierte er in englischer Literatur, dann folgten Habilitation und Promotion, im Jahr 2015 verteidigte er seine Dissertation im Fachbereich Übersetzungswissenschaften.
Als wissenschaftlicher Berater und stellvertretender Leiter arbeitet er am Institut für Literaturwissenschaft des Eötvös Loránd Forschungsnetzwerks (Research Network, ehemals MTA-Institut für Literaturwissenschaft), ist Leiter der Abteilung für moderne ungarische Literatur, Herausgeber von Literatura (Zeitschrift des Forschungsinstituts für Literatur der Ungarischen Akademie der Wissenschaften), Professor am Institut für Sprache und Literatur an der Universität Miskolc, Leiter des Studiengangs Kulturelle Übersetzungswissenschaft an der Universität Miskolc, in den Jahren 2015 bis 2016 war er Professor an der Indiana University, Bloomington Ranki Chair.

## Bedeutung
Seine kulturwissenschaftliche Tätigkeit konzentriert sich auf die Moderne, die sprachlichen Erkenntnisse der klassischen Avantgarde, so auf die Werke von Lajos Kassák, James Joyce und T. S. Eliot. Er analysiert die sprachliche Tradition der Moderne in dem Entwicklungsprozess der Gattung des Gedichts von Dryden bis zur zeitgenössischen Pop-Lyrik. 

## Publikationen
Die Bücher von András Kappanyos sind (Stand 2022) nicht ins Deutsche übersetzt worden. 

### Monographien
- Die zweifelhafte Einheit – Das verdammte Land und was man damit tun kann (2001)
- A magyar irodalom képes atlasza.  Der illustrierte Atlas der ungarischen Literatur (2008) – Tanzen auf der Schneide – Ideen zur Avantgarde (2008)
- Ulysses – Werkanalysen (2011)
- Wohin ist das 20. Jahrhundert nur verschwunden? (2013)
- Schnurrbarttasse, unübertragbar – Übersetzung, Adaptation, Kulturtransfer (2015)
- Jenseits der Hecke (2021)

### Übersetzungen
- Kurt Vonnegut: Kékszakáll (Bluebeard) (1991)
- T. S. Eliot: Elveszett költemények (Lost Poems) (1997)
- James Joyce: Száműzöttek (Exiles) (2001)
- James Joyce: Kisebb művek [Kleine Werke] (2002)